# 袖岡裕子
袖岡 裕子（そでおか ゆうこ、女性、1965年12月14日 - ）は、日本の元プロボクサー。京都府京都市出身。初代WIBA世界ミニマム級王者。

## 来歴

### 幼少期
高校までは器械体操の選手として活躍。国体優勝なども経験。

### ボクサー時代
1999年にボクササイズを始めたが、ボクシングの魅力に取り付かれ、35歳で上京してSPEEDジムに入門。2001年7月プロデビュー。2戦目は1階級上のバンタム級のアティーシャ・ミクと55kg契約で対戦し判定1-2で敗北。デビュー2試合こそ連敗したものの、その後は6連勝し、2003年6月25日には日本ミニフライ級王座を獲得。2004年4月4日に東京のゴールドジムサウス東京アネックスで、八島有美（日本フライ級王者）と2分2Rのエキシビションマッチを行う。同年9月18日、WIBA世界ミニフライ級王座決定戦でイボンヌ・ケープルズ（アメリカ / ライトフライ級4位）と対戦。試合自体は判定1-0で引き分けだったが、WIBAの規定により総合得点が多かった袖岡にタイトルが与えられた。その後、防衛戦を行うことなくタイトルを返上し現役引退。同年11月6日に長野の佐久創造館で塩沢直紀（飯田緑ヶ丘中学校3年生男子）と2分2Rのエキシビションマッチを敢行。
引退後は京都に戻り女性専用ボクシング＆フィットネスジム「フュチュール」にてチーフトレーナーを務めている。

## 戦績
- プロボクシング: 11戦 8勝 1KO 2敗 1分

| 戦           | 日付           | 勝敗 | 時間 | 内容    | 対戦相手             | 国籍     | 備考                                          |
| ------------ | -------------- | ---- | ---- | ------- | -------------------- | -------- | --------------------------------------------- |
| 1            | 2001年7月20日  | 負   | 4R   | 判定0-3 | ミサコ山崎           | 日本     | プロデビュー戦（FIGHTING ANGELS -Part2-）     |
| 2            | 2002年2月3日   | 負   | 4R   | 判定2-1 | アティーシャ・ミク   | 日本     | Fighting Girls Part1                          |
| 6            | 2002年12月18日 | 勝利 | 4R   | 判定3-0 | 八木橋悦世           | 日本     | FIGHTING GIRL IV                              |
| 8            | 2003年3月14日  | 勝利 | 6R   | 判定0-3 | 鬼鞍幸子             | 日本     | 王道 〜Road to the TOP〜                      |
| 9            | 2003年6月25日  | 勝利 | 8R   | 判定3-0 | ジプシー・タエコ     | 日本     | ミニフライ級王座決定戦（FIGHTING ANGEL pt.2） |
| 10           | 2004年2月22日  | 勝利 | 6R   | TKO     | ジプシー・タエコ     | 日本     | ミニフライ級王座・初防衛成功                  |
| 11           | 2004年9月18日  | 引分 | 10R  | 判定1-0 | イボンヌ・ケープルズ | アメリカ | WIBA世界ミニフライ級王座決定戦                |
| テンプレート |                |      |      |         |                      |          |                                               |

## 獲得タイトル
- プロボクシング
  - 第3代日本ミニマム級王座（1度防衛）
  - 初代WIBA世界ミニマム級王座（0度防衛）